# Luis Antonio Escobar
Luis Antonio Escobar (født 14. juli 1925 i Villapinzón, Cundinamarca, Columbia - død 11. september 1993 i Miami, Florida, USA) var en colombiansk komponist og konsul.
Escobar studerede på Bogota Musikkonservatorium og på Peabody Intitute i Maryland. Han studerede herefter hos Boris Blacher i Tyskland. Escobar var også colombiansk konsul i Bonn (1967-1970) og var kulturattaché i Miami. Hans musik inkorporerer folklore og traditionel musik fra Columbia. Han er mest kendt for sin vokalmusik, men har også skrevet 2 symfonier, orkesterværk, kammemusik, sange, kocertmusik etc. 

## Udvalgte værker
- Symfoni O (nr. 1) - for orkester
- Symfoni nr. 2 Pequeña - for orkester
- Ed til Bolivar  (Symfonisk digtning) - for orkester
- Serenade - for orkester
- Violinkoncert - for violin og orkester
- Fløjtekoncert - for fløjte og orkester